# Ajánlom magamat! (Így jártam anyátokkal)
Az Ajánlom magamat! az Így jártam anyátokkal című televízió-sorozat nyolcadik évadának hetedik epizódja. Eredetileg 2012. november 19-én vetítették, míg Magyarországon 2013. október 14-én.
Ebben az epizódban Marshall beajánlja a volt iskolatársát a cégnél, de ennek elég komoly következményei lesznek. Barney új sztriptízbárt keres magának, Ted pedig be akarja bizonyítani, hogy nem egy "koppincsajánló".

## Cselekmény
Miközben a többiek a bárban ülnek, megjelenik Marshall és elmondja, hogy hosszú idő után újra találkozott a volt évfolyamtársával, Braddel. Kiderült, hogy Bradnek már két éve nincs munkája, ezért Marshall beajánlotta őt a főnökénél, Honeywell-nél. Ezzel a többiek egyáltalán nem értenek egyet, főként azért, mert hajlamos mindig mindent ajánlani. Lily szerint ez azért probléma inkább, mert Marshall hajlamos mindenben csak a jót meglátni, és ezért rosszak az ajánlásai. Ted magának vindikálja a legjobb ajánló címét Lilyvel szemben, de Barney szerint ő csak egy "koppincsajánló", azaz csak olyan dolgokat ajánl, amit előtte már valaki más megtett.
Brad elmegy az interjúra, és ott előadja magát, hogy numerológustól, asztrológustól kért tanácsot bizonyos jogi esetek megoldásához, ami kiborítja Honeywellt. Amikor a magasságával is elkezdi cikizni, Honeywell kidobja, és Marshalltól is el akarja venni a Gruber Gyógyszergyár ügyét, mondván hogy nem lehet megbízni a szavában. Mikor ezt elmeséli Lilynek és Tednek, azt tanácsolják neki, hogy kis dolgok ajánlásával nyerje vissza a bizalmát. Csakhogy a Gruber Gyógyszergyár elleni per első tárgyalásán az ellenfél képviseletében nem más jelenik meg, mint Brad. Kiderül, hogy mindvégig átverte Marshallt: sosem volt munkanélküli, a felvételi beszélgetést is csak arra használta fel, hogy furfangos módon megtudja a pertaktikájukat, amit most ellenük fordíthat. A dühös Honeywell közli Marshallal, hogy nyerje meg a pert, különben kirúgja.
Eközben Ted, hogy bebizonyítsa, hogy nem egy koppincsajánló, régi egyetemi videókat néz – de ezek alapján arra kell rájönnie, hogy ő bizony mégiscsak az. De aztán Lily észrevesz egy kazettát, amelyiken Ted és Marshall beszélgetnek. Marshallnak megvolt a harmadik randija Lilyvel, és akkor bizonytalan volt, mert a dolgok túl gyorsan történtek – Ted ezzel szemben arról győzködi barátját, hogy Lily az igazi. Lilyt meghatja, hogy végső soron Tednek köszönhető, hogy ők ketten még mindig együtt vannak.
Az epizód során Barney folyamatosan dilemmában van, ugyanis exmenyasszonya, Quinn, visszament táncolni a Ledér Leopárd sztriptízbárba, ezért neki egy új helyet kell keresnie. Elmondja, hogy a városi sztriptízbárok mind azt szeretnék, ha őket választaná és ezért ajándékokat is küldenek neki. Mikor Robin azt javasolja, hogy látogasson meg pár sztriptízbárt Long Island-en és New Jersey-ben, hogy a new york-i bárok szemében így növelje az értékét, Barney felfogadja őt az ügynökének. Csakhogy amikor egy idősekből álló sztriptízbárt választ Robin, amit korábban már kiszűrtek, Barney rájön, hogy a bár lefizette Robint, amiért kirúgja őt. Robin bocsánatkérésképpen fizet neki egy öltáncot, majd Barney egy nagy esemény keretén belül jelenti be, hogy melyik bárt választotta.
Miközben jönnek vissza a bárból, a részeg Robin elmondja Barneynak, mennyire hiányzott neki a szingli élet. Rövid intermezzo után csókolóznak, amit aztán Robin szakít meg, azzal, hogy ez nem történhet meg, és elviharzik.

## Kontinuitás
- Marshallék először a "Tanulmányi kirándulás" című epizódban egyezkedtek a gyógyszergyárral.
- Ted végül bevallja, hogy ő volt az egyetemi rádióban Doktor X ("A lehetségtelen")
- Ted egyik felvétele részletekkel szolgál Marshall és Lily első találkozásáról ("Így találkoztam a többiekkel")
- Marshall ismét a halas stand up műsorát hozza fel.
- Marshall hazudik a magasságával kapcsolatban Honeywellnek, nehogy feldühítse a férfit. Korábbi epizódokban elmondta, hogy 191 centiméterével ő volt a család törpéje.
- Marshall abból az étteremből vitt levest mindenkinek, ahonnét Lily az "Elfogadom a kihívást" című részben is.
- Az egyik visszaemlékezéses videóban "szendvicset esznek", ami Jövőbeli Tednél a marihuánafogyasztás metaforája.

## Jövőbeli visszautalások
- A "Barátos" című epizód cselekménye ez előtt az epizód előtt történik.
- Marshall a gyógyszergyár elleni perben a következő epizódban áll helyt.
- Azzal, hogy Barney megcsókolta Robint, éppen az ő elhódítására irányuló Taktikai Könyv-stratégiát alkalmazta, ami "Az utolsó oldal" című részben teljesül be.

## Érdekességek
- Mikor a "Duplarandi" című részben ő és Barney együtt voltak, Robin azt állította, hogy utálja a sztriptízbárokat. Ebben az epizódban és "A pulykával tömött pocak" című részben viszont kedveli őket.
- Marshall azt mondja, hogy utálja azokat az embereket, akik hot dognak öltöznek, mert bizarrnak találja, viszont nem volt vele semmi baja, amikor Ted öltözött annak a "Randy elbocsátása" című részben.
- Barney sztriptízbárkeresése egyike azoknak az allegóriáknak, amelyeket a nyolcadik évad során használtak LeBron James kosárlabdázó átigazolási bejelentésének kifigurázására.

## Vendégszereplők
- Joe Manganiello – Brad
- Joe Lo Truglio – Honeywell
- Jared Gertner – Irving
- Joey D'Auria – Fred
- Brian Shortall – Ray
- Brendan Hunt – hot dogos
- Raymond Lee – egyetemista srác

## Zene
- Dishwalla – Counting Blue Cars

## Fordítás
- Ez a szócikk részben vagy egészben  a   The Stamp Tramp című angol Wikipédia-szócikk ezen változatának fordításán alapul.  Az eredeti cikk szerkesztőit annak laptörténete sorolja fel. Ez a jelzés csupán a megfogalmazás eredetét és a szerzői jogokat jelzi, nem szolgál a cikkben szereplő információk forrásmegjelöléseként.